# Шилов, Семён Васильевич
Семён Васильевич Шилов (17 [30] апреля 1910, Лужки, Меленковский уезд, Владимирская губерния — 1 августа 1967, Муром, Владимирская область) — командир роты 26-й мотострелковой бригады лейтенант. Герой Советского Союза.

## Биография
Родился 17 апреля 1910 года в деревне Кошкинка (ныне Лужки Меленковского района Владимирской области). В 1928 году окончил 7 классов неполной средней школы в городе Муроме. Работал слесарем на Муромском паровозостроительном заводе. Затем два года трудился на Урале.
В 1932—1934 годах проходил действительную службу в Красной Армии. После окончания службы несколько лет работал на Челябинском тракторном заводе, а потом возвратился в Муром на паровозостроительный завод. В апреле 1942 года был вновь призван в армию Муромским райвоенкоматом. С октября того же года участвовал в боях с захватчиками на Южном, 4-м Украинском и 2-м Прибалтийском фронтах. Был дважды ранен, имел контузию, награждён двумя орденами Красной Звезды. Член ВКП(б)/КПСС с 1943 года.
Окончил Рязанское военное пехотное училище. Был командиром стрелкового взвода, стрелковой роты. К лету 1944 года лейтенант Шилов — командир взвода 3-го мотострелкового батальона 26-й мотострелковой бригады. Особо отличился в боях на территории Литовской ССР.
10 августа 1944 года во время атаки, в критическую минуту боя, лейтенант Шилов возглавил роту вместо раненого командира, сумел увлечь за собой бойцов. В результате рукопашной схватки противник был выбит из траншей и населённый пункт был освобождён. Противники оставил на поле боя свыше пятидесяти убитых. После этого боя лейтенант Шилов продолжал командовать ротой.
5 октября 1944 года после форсирования нашими войсками реки Вянты противник отступил на хорошо укреплённые позиции на западном крутом берегу реки Вирвичай. Рота Шилова на машинах стремительно преследовала авангард противника, сметая вражеские заслоны. Подошедшие советские части встретили сильный ружейно-пулемётный и артиллерийский огонь. Шилов быстро спешил бойцов, во главе роты бросился в воду, опережая отступающих немцев, и буквально «на плечах» фашистов ворвался в укрепления врага. В рядах противника началась паника. Не обращая внимания на ружейно-пулемётный огонь с флангов и тыла, лейтенант Шилов двинулся с ротой вперёд, расширяя захваченный плацдарм, территория которого составила 2 км, и сумел закрепиться. В этом бою рота лейтенанта Шилова захватила 8 исправных бронетранспортёров, самоходное орудие «Артштурм» и 4 станковых пулемёта, уничтожив при этом свыше 70 фашистов. Эти действия сыграли решающую роль в развитии успеха наступления наших частей, с захваченного плацдарма затем наступала вся бригада.
Указом Президиума Верховного Совета СССР от 24 марта 1945 года за образцовое выполнение заданий командования и проявленные мужество и героизм в боях с немецко-вражескими захватчиками лейтенанту Шилову Семёну Васильевичу присвоено звание Героя Советского Союза с вручением ордена Ленина и медали «Золотая Звезда».
В 1947 году старший лейтенант Шилов уволен в запас. Вернулся на родину. Работал бригадиром слесарей на фабрике имени Войкова в городе Муроме. Скончался 1 августа 1967 года. Похоронен на кладбище села Дмитриевская Слобода.

## Награды
Награждён орденами Ленина, Отечественной войны 2-й степени, двумя орденами Красной Звезды, медалями.